# Fleur de tonnerre (roman)
Pour les articles homonymes, voir Fleur de tonnerre.

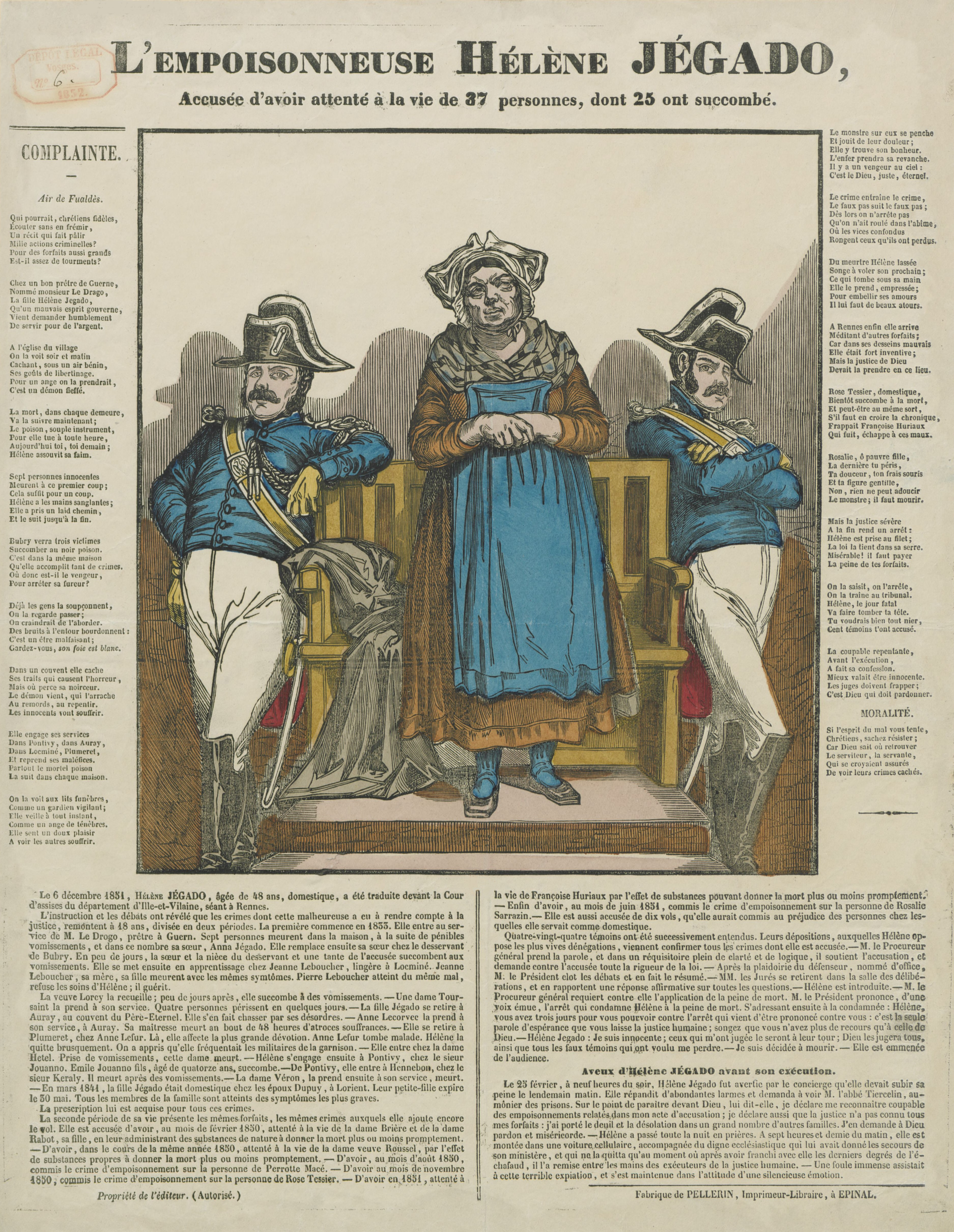

Fleur de tonnerre est un roman de l'écrivain français Jean Teulé paru en 2013. Il s'agit d'une biographie romancée de la tueuse en série française Hélène Jégado (1803-1852).

## Résumé
Le livre relate la vie de Hélène Jégado, nommée Fleur de tonnerre par sa mère, qui se croit influencée par l'Ankou, personnification de la mort en Basse-Bretagne. Sous l'emprise de ce personnage mythique elle empoisonna un grand nombre de personnes chez lesquelles elle se fera employer comme cuisinière.

## Adaptation
L'adaptation au cinéma Fleur de tonnerre est sortie en 2017. Elle est réalisée par Stéphanie Pillonca-Kervern, avec Déborah François, Jonathan Zaccaï, Benjamin Biolay, Féodor Atkine, Gustave Kervern.